# Sophie Renoir
Sophie Renoir (* 1965 in Paris) ist eine französische Schauspielerin.

## Leben
Ihre erste Filmrolle hatte sie als 13-Jährige in dem Filmdrama Der unheimliche Fremde, bei dem auch ihr Vater Claude Renoir als Kameramann beteiligt war. 1988 wurde sie für ihre Rolle in Der Freund meiner Freundin für den César in der Kategorie Beste Nachwuchsdarstellerin nominiert.
Renoir ist die Tochter des Kameramanns Claude Renoir, die Schwester des Fotografen und Kameramanns Jacques Renoir, die Enkelin der Schauspieler Pierre Renoir und Vera Sergine, die Großnichte des Regisseurs Jean Renoir sowie die Urenkelin des Malers Auguste Renoir. Sie hat zwei Söhne und lebte zeitweilig in Auguste Renoirs ehemaligem Wohnhaus in Essoyes, das sie auch der Öffentlichkeit zugänglich machte. Im Jahr 2012 verkaufte sie das Haus an die Stadt.

## Filmografie
- 1978: Der unheimliche Fremde (Attention, les enfants regardent) – Regie: Serge Leroy
- 1981: Pause-Café (Fernsehserie, 6 Folgen)
- 1981: Les Babas Cool – Regie: François Leterrier
- 1981/83: Cinéma 16 (Fernsehserie, 2 Folgen)
- 1982: Les maupas (Fernsehserie, eine Folge)
- 1982: Die schöne Hochzeit (Le beau mariage) – Regie: Éric Rohmer
- 1982: Sans un mot (Fernsehfilm) – Regie: Gérard Poitou-Weber
- 1983: Julien Fontanes, Untersuchungsrichter (Julien Fontanes, magistrat), (Fernsehserie, eine Folge)
- 1983: Bon anniversaire Juliette (Fernsehfilm) – Regie: Marcel Bozzuffi
- 1983: Der Mann von Suez (Fernseh-Mehrteiler) – Regie: Christian-Jaque
- 1985: Jeu, set et match (Fernseh-Mehrteiler) – Regie: Michel Wyn
- 1986: Lance et compte (Fernsehserie, 8 Folgen)
- 1987: Der Freund meiner Freundin (L'ami de mon ami) – Regie: Éric Rohmer
- 1988: Lance et compte II (Fernsehserie, 7 Folgen)
- 1988/93: Die Fälle des Monsieur Cabrol (Les cinq dernières minutes), (Fernsehserie, zwei Folgen)
- 1989: Das große Geheimnis (Fernseh-Mehrteiler) – Regie: Jacques Trébouta
- 1990: La punyalada – Regie: Jorge Grau
- 1990: Der Nizza-Coup (Passez une bonne nuit), (Fernsehfilm) – Regie: Jeannot Szwarc
- 1990: Jusqu'à ce que le jour se lève (Fernsehfilm) – Regie: Bernard Villiot
- 1991: Das Geheimnis des schwarzen Dschungels (I misteri della giungla nera), (Fernseh-Mehrteiler) – Regie: Kevin Connor
- 1992: Das Glück liegt in Waikiki (Fernsehfilm) – Regie: Peter Patzak
- 1993: Prigioniera di una vendetta  (Fernseh-Mehrteiler) – Regie: Vittorio Sindoni und Jeannot Szwarc
- 1993: Es lebe die Liebe, der Papst und das Puff – Regie: Peter Patzak
- 1994: La Lampada di Wood – Regie: Lavinia Capogna
- 1994: Perle rare (Kurzfilm) – Regie: Olivier Doran
- 1994: Jenseits der Brandung (Fernsehfilm) – Regie: Peter Patzak
- 1996: Les Cordier, juge et flic (Fernsehserie, eine Folge)
- 1998: St. Tropez (Sous le soleil), (Fernsehserie, eine Folge)
- 2002/03: Caméra café  (Fernsehserie, 7 Folgen)
- 2005: Espace détente – Regie: Yvan Le Bolloc’h und Bruno Solo
- 2006: Liebe oder Zahnweh (Toothache) – Regie: Ian Simpson
- 2006: Divination (Kurzfilm) – Regie: Laurent Germain-Maury